# アクションロッキー
『アクションロッキー』は、あさいもとゆきによる日本の漫画作品。

## 概要
「ファミコンロッキー」の続編漫画。登場するゲームは、全てオリジナルとなっている。

## 登場キャラクター
轟勇気
主人公。
立花かおる
ヒロイン。
芸夢遊一郎

星野舞子
アイドル。
鏑木翔

美雪
翔の彼女。勇気に下剤入りクッキーを食べさせる。
マリア・グレース・マイヤー
国際ゲーム協会員。
桜子
女性教師。
鬼塚
男性教師。
蔵屋敷権蔵

デビール日暮
アマチュアバンドのドラマー。

## ゲーム
バリトゥードファイター
対戦格闘ゲーム。
高速道路の星
レースゲーム。
ゾンビハンター

THE TYPING OF THE ZOMBIE
タイピングソフト。
太鼓の名人
音楽ゲーム。

## 備考
- 10話までしか単行本化されていない。また、正規の単行本ではない。
- マンガ図書館Zで販売されたが、22話までしかpdf化されていない。
- 58話で最終回の表記がないまま終了した。

## 単行本
- あさいもとゆき『アクションロッキー総集編➀』、全1巻
  1. 2004年3月1日発行